# Mórotz család
A beketfalvi és nagyabonyi régi nemes Mórotz család egy kiváltságolt Pozsony vármegyei, csallóközi család.

## A Beketfalvi nemes Mórotz család származása

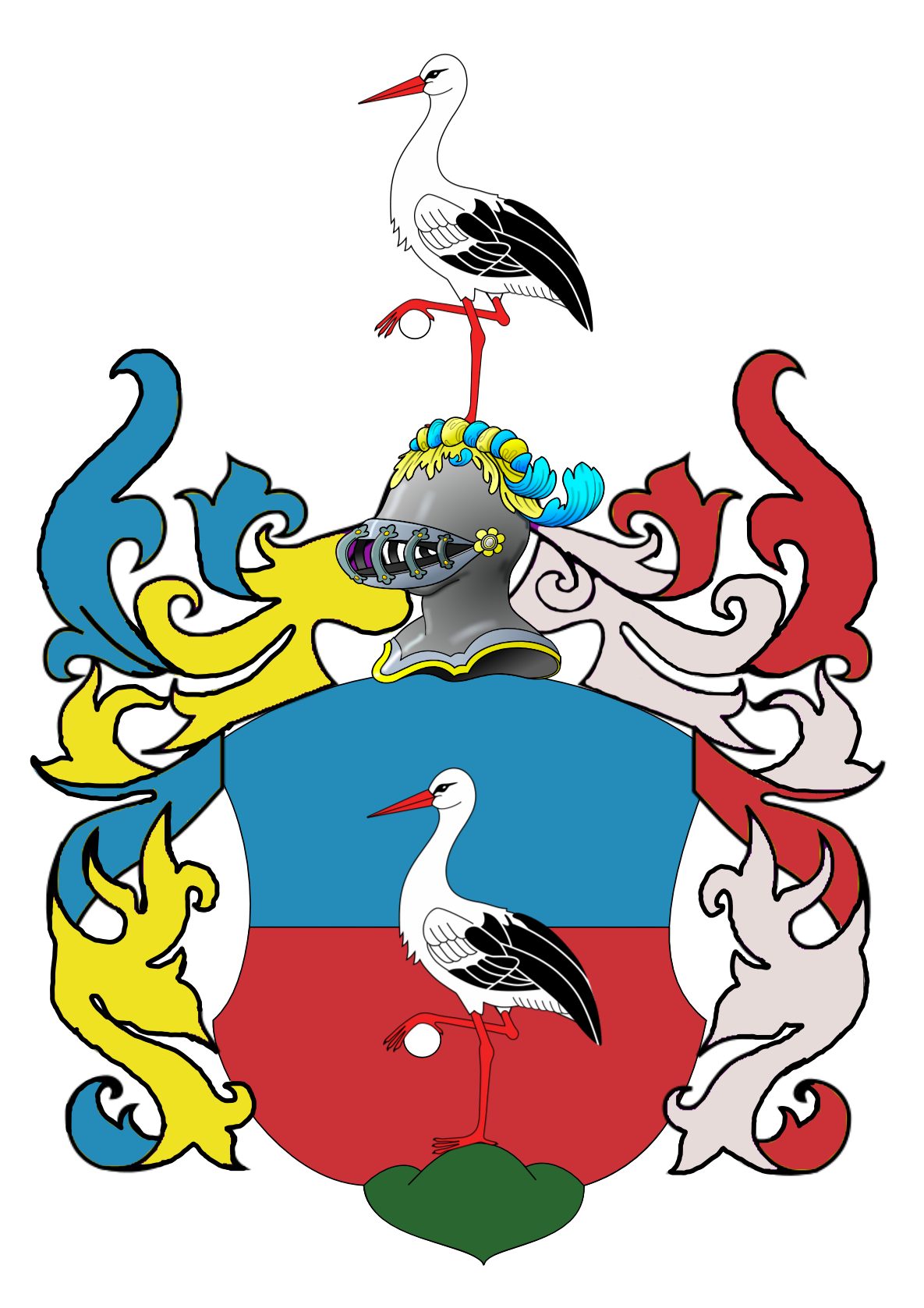
Mórocz de Beketfalva címere (1572)

1572. június 25-én nyert nemességet Mórotz Péter és fia, Antal.
A nemesi rendbe való emelést Pozsony vármegye nemesi közgyűlése előtt 1576. május 21-én hirdették ki.
A családot a források említik Mórocz, Morócz, Mórócz neveken is.
A beketfalvi birtokuk után felvették a család tagjai a beketfalvi nemesi előnevet.

## A nagyabonyi nemes Mórotz család származása

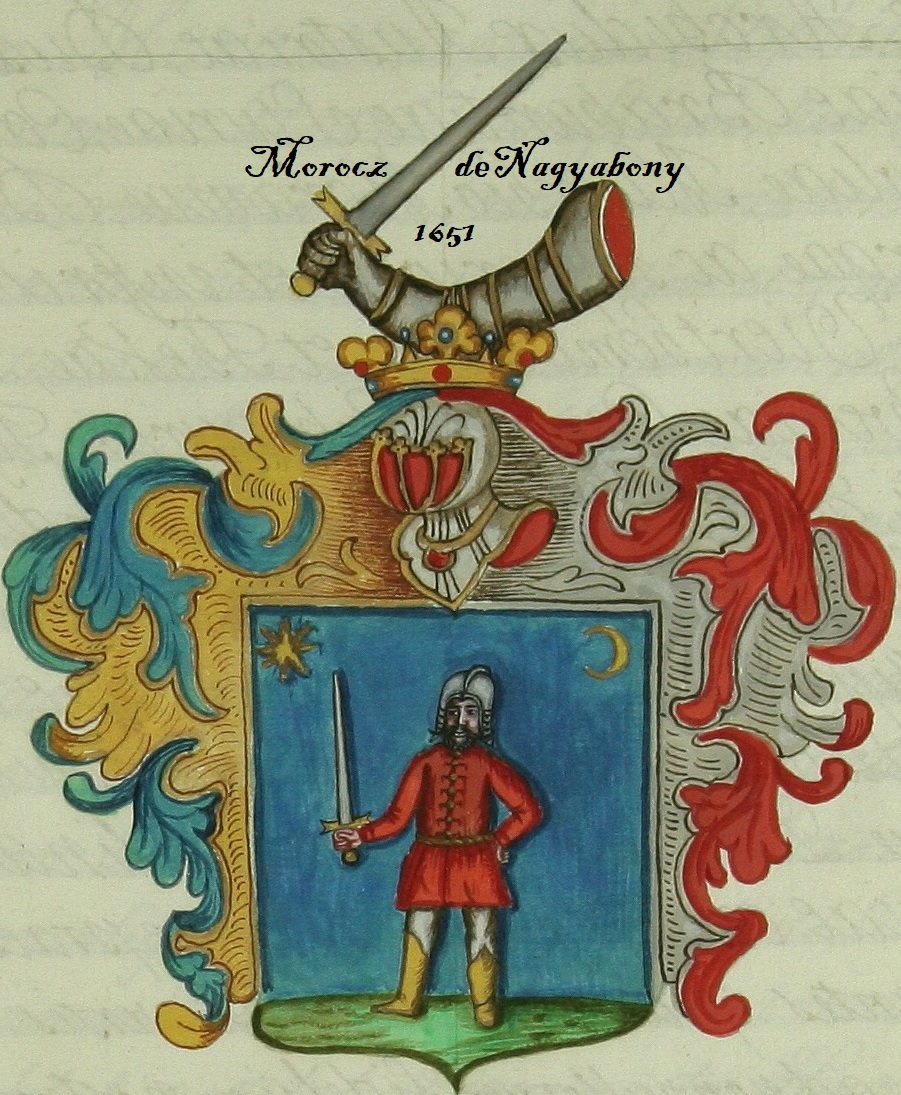
Mórocz de Nagyabony címere (1651)

A nagyabonyi Mórocz család ősi magyar nemesi család, nagyabonyi közbirtokosok és eperjesi gazdag. Előnevét a család a Pozsony megyei Csallóközben fekvő Nagy-Abonytól vette. A nagyabonyi Móroczok eredete máig sem tisztázott. Sokan megpróbálják kapcsolatba hozni őket a cseh bevándorlóktól veszi, kik III. István király korában bazánkba szakadva, a királytól e földet megnyerék és pe dig saját tetszésukből választoti szabadsággal. A család első ismert őse, nagyabonyi Michael neve 1430-ban fordul. Ennek fia nagyabonyi Móricz volt, (1488) kinek gyermekei már atyjok nevéről nagyabonyi Móroczoknak neveztettek. Móricz fia, Benedek (1511) volt az első a családban, aki az Mórocz nevet használta. Benedictusnak birtokai voltak a Nagyabony járásban található Gaathzeg, Naghozthal és Nadwár területeken.
A Mórocz család adományt kaptak III. Ferdinándtól 1641. június 4-én Gergely, András, Lukács, János és Péter Nagy-Abányban (Donatio nova), 1651-ben címert. 1719-ben nagyabonyi Mórocz György és 1718-ben nagyabonyi Mórocz Ambrus újdományt kapott III. Károlytól.
A családot a források említik Mórocz, Mórócz neveken is. A Pozsonyeperjesi (eperjesi) ág is abbol származik. Nagyabonyi Mórocz András első világháborús vitéz volt. 1939-ben nagyabonyi Mórocz András lett a vitézi rend tagja. Jelenleg dédunokája, nagyabonyi Mórocz Róbert a vitézi rend utód a sorban.

## A család címere (beketfalvi)
Kékkel és vörössel vágott pajzson, zöld hármas halmon, felemelt jobb lábával golyót tartó darumadár. 
Sisakdísz: a pajzsbeli daru.  Takarók: kék-arany, vörös-ezüst.

## A család címere (nagyabonyi)
E címer egy kardot tartó vitéz. A címerében a kardot tartó páncélos kar a 17. századig visszanyúló, török elleni harcokban tanúsított vitézi szerepvállalásra utal.

## A család leszármazása (beketfalvi)
A köznemesi sorból a család legismertebb tagja emelkedett ki.
 Mórotz Farkas a Magyar Királyság alnádora 1622–1649 közt, 1625-ben Pozsony vármegye alispánja.
István 1647-ben Pozsony vármegyei alispán és követ. 1655-ben a harmincad adók vizsgálatára kirendelt országgyűlési biztos. 1659–1662 közt alországbíró. Valószínűleg ő azon István, aki 1635-ben királyi adományt nyert a Komárom vármegyei Pát és Tagyos helységekre.
1697 táján Ilona gróf Széchenyi György felesége.
A 18. század első felében a család birtokában van Sárosfalva és Beketfalva.
1715-ben Lénárd Győr városának a katonaság ellen emelt panaszainak megvizsgálására kiküldött országgyűlési biztosa.
Egy Komárom vármegyei ág leszármazása:
István, felesége Konkoly Lídia. Fiai Ferencz és István. Ferencz leányai Lídia, Gálos Józsefné. Krisztina, Csorba Istvánné, majd Dömény Istvánné. Említve 1726-ban. Az ifjabb István leányai Zsuzsanna, Konkoly Mihályné. Katalin, Torkos Pálné. Erzsébet, Karácsonyi Jánosné.
1743-ban Mihály említve Tokorcs kapcsán.
1765-ben István Győr vármegye szolgabírája.
A Győr vármegyei Ráró községben (ma Ásványráró része) igazolta nemességét Mórotz Ignácz 1842-ben és 1845-ben. Viselte a beketfalvi nemesi előnevet.

## A család leszármazása (beketfalvi, nagyabonyi)
Az 1754/1755. évi nemesség összeíráskor Pozsony vármegye területén 2 István, 2 György, illetve 1-1 Ferencz, Jodok, Mihály, András igazolta nemességét mint Mórotz családbeli.
Az egész országban elterjedt a család a szétköltözések révén.